# Gustav Holst
Pour les articles homonymes, voir Holst (homonymie).
Œuvres principales
- Les Planètes (1914-1917)
- "Beni Mora" (1910)
- Savitri
- The Perfect Fool
- St Paul's Suite
- Egdon Heath
- The Hymn of Jesus

Gustav Holst (21 septembre 1874 à Cheltenham, Royaume-Uni — 25 mai 1934 à Londres) est un compositeur anglais. Bien que principalement connu pour sa suite orchestrale Les Planètes (1914-1917), il a composé un grand nombre d’œuvres de genres divers. Son style de composition particulier est le produit de plusieurs influences dont celle du renouveau des chansons populaires anglaises au début du XXe siècle.
Les trois générations de la famille Holst le précédant comptaient des musiciens professionnels et il était clair dès son enfance qu'il serait musicien. Il voulait être pianiste mais n'a pas pu à cause d'une neuropathie périphérique touchant son bras droit. Il entama une carrière de compositeur, étudiant au Royal College of Music avec Charles Villiers Stanford. Incapable de vivre de ses compositions, il joua du trombone professionnellement et devint plus tard professeur — un excellent professeur selon son ami Ralph Vaughan Williams. Parmi ses autres activités d'enseignement, il a établi une forte tradition de représentations au Collège Morley (en) dont il a été le directeur musical de 1907 à 1924.
Il est le fondateur d'une série de festivals de musique de la Pentecôte qui ont eu lieu de 1916 à sa mort.
Les œuvres de Holst étaient jouées régulièrement au début du XXe siècle mais sa notoriété n'est vraiment venue que grâce au succès international des Planètes dans les années suivant la Première Guerre mondiale. Timide, Holst n'appréciait pas cette renommée et préférait être laissé en paix pour composer et enseigner.
Dans ses dernières années, son style personnel de composition sans compromis heurta de nombreux mélomanes qui le considéraient trop austère et sa brève popularité déclina. Cependant il eut une influence significative sur plusieurs jeunes compositeurs anglais dont Edmund Rubbra, Michael Tippett et Benjamin Britten. À part Les Planètes et quelque autres œuvres, sa musique a été négligée jusque dans les années 1980, période où la plus grande partie de son répertoire a été enregistrée.

## Biographie

### Enfance

#### Famille

Arbre généalogique des Holst (simplifié)

Gustav Holst, de son vrai nom Gustavus Theodore von Holst, est né dans une famille musicienne d'origine suédoise à Cheltenham, dans le Gloucestershire. Il est l'aîné des deux enfants de son père, Adolph von Holst, musicien professionnel, et de sa mère, Clara Cox, née Lediard. Sa mère, principalement d'origine britannique, est la fille d'un avocat respecté de Cirencester ; la partie Holst de la famille est d'origine suédoise, lettone et allemande et compte au moins un musicien professionnel dans chacune des trois générations précédentes.
L'arrière-grand-père de Gustav, Matthias Holst, né à Riga dans l'actuelle Lettonie, était d'origine Germano-Baltes ; il avait été compositeur et professeur de harpe à la cour impériale de Russie à Saint-Pétersbourg. Le fils de Matthias, Gustavus, qui, enfant, avait déménagé avec ses parents en Angleterre en 1802, était un compositeur de musique de salon et un professeur de harpe connu. Il s'appropria la particule aristocratique von et l'ajouta de lui-même à son nom de famille dans l'espoir d'obtenir plus de prestige et d'attirer des élèves.
Le père de Gustav, Adolph von Holst, était organiste et chef de chœur à la All Saints' Church (en), Cheltenham ; il enseignait également et donnait des récitals de piano. Sa femme, Clara, une de ses anciennes élèves, était une pianiste et une chanteuse talentueuse. Gustav avait un frère cadet, Emil Gottfried, qui est devenu connu sous le nom d'Ernest Cossart comme acteur dans le West End à New York et dans le cinéma à Hollywood,,. Clara meurt en février 1882 et la famille déménagea dans une autre maison à Cheltenham où Adolph demande à sa sœur Nina de l’aider à élever les garçons. Gustav reconnaissait la dévotion de sa tante à sa famille et lui dédia plusieurs de ses premières compositions. En 1885, Adolph se maria à Mary Thorley Stone, une autre de ses élèves. Ils ont eu deux enfants, Matthias (Max) et Evelyn (Thorley). Mary von Holst était absorbée par la théosophie et ne s'intéressait pas beaucoup aux problèmes domestiques. Les quatre enfants d'Adolph furent sujets à ce qu'un des biographes de Gustav appelle « de la négligence bienveillante, » et Gustav en particulier « n'était pas submergé d'attention ou de compréhension et, avec sa vue et sa poitrine faible, les deux négligés, il était « misérable et effrayé »,. »

#### Enfance et adolescence
Gustav Holst reçut des cours de piano et de violon qu'il appréciait moins que le piano. À douze ans, il prit des cours de trombone sur la suggestion de son père qui pensait que jouer d'un cuivre lui réduirait son asthme. Holst a été scolarisé à la Cheltenham Grammar School entre 1886 et 1891. Il a commencé à composer vers 1886 ; inspiré par le poème Horatius de Macaulay, il commença, mais abandonna rapidement, un arrangement ambitieux pour chœur et orchestre. Ses premières compositions furent des pièces pour piano ou pour orgue, des chants, des hymnes et une symphonie (à partir de 1892). Ses principales influences, à cette époque, étaient Mendelssohn, Chopin, Grieg et surtout Sullivan,. Adolph essaya d'écarter son fils de la composition, espérant qu'il ferait carrière comme pianiste. La santé de Holst fut décisive dans le futur de sa carrière musicale ; il n'avait jamais été fort et en plus de son asthme et de sa vue faible, il souffrait de neuropathie ce qui lui donnait des difficultés à jouer du piano. Il disait que son bras touché était « comme de la gélatine chargée d'électricité,. »
Après que Gustav eut quitté l'école en 1891, Adolph lui paya quatre mois à Oxford pour étudier le contrepoint avec George Frederick Sims, organiste au Merton College. À son retour, Holst obtint son premier poste professionnel à 17 ans en tant qu'organiste et maître de chœur à Wyck Rissington, Gloucestershire. Ce poste comprenait également la direction de la Bourton-on-the-Water Choral Society qui n'offrait pas de rémunération supplémentaire mais qui lui permit d'améliorer sa direction. En novembre 1891, Holst donna ce qui est peut-être sa première représentation publique en tant que pianiste ; son père et lui jouèrent les Danses hongroises de Brahms lors d'un concert à Cheltenham. Le programme du concert donne comme prénom Gustav plutôt que Gustavus, il était appelé par cette version courte du prénom depuis sa petite enfance.

### Royal College of Music
En 1892, Holst composa la musique d'une opérette dans le style de Gilbert et Sullivan, Lansdowne Castle, or The Sorcerer of Tewkesbury. La pièce fut jouée au Cheltenham Corn Exchange en février 1893, elle fut bien reçue et ce succès l'encouragea à persévérer dans la composition. Il fit une demande de bourse pour le Royal College of Music (RCM) à Londres, mais la bourse fut cette année-là attribuée à Samuel Coleridge-Taylor. Holst fut accepté comme étudiant non boursier et Adolph emprunta 100 £ pour couvrir les dépenses de l'année scolaire. Holst quitta Cheltenham pour Londres en 1893. Il avait peu d'argent et, en partie par économie et en partie par sentiment personnel, il devint végétarien et abstème. Deux ans plus tard, lui fut finalement attribuée une bourse qui régla en grande partie ses problèmes financiers, mais il continua à suivre ce régime austère.
Les professeurs de Holst au RCM furent Frederick Sharpe (piano), William Stephenson Hoyte (orgue), George Case (trombone), George Jacobi (instrumentation) et le directeur de l'école, Hubert Parry (histoire). Après avoir suivi les cours préliminaires avec W. S. Rockstro (en) et Frederick Bridge, Holst put étudier comme il le souhaitait la composition avec Charles Villiers Stanford. Pour gagner un peu d'argent pendant ses études, Holst jouait du trombone professionnellement dans les stations balnéaires en été et dans les salles de concert de Londres en hiver. Sa fille et biographe, Imogen Holst, raconte qu'avec ses payes de musicien, « il était en mesure de payer les besoins vitaux : hébergement et repas, papier manuscrit et des billets pour des places debout dans la galerie de Covent Garden Opera House pour les soirées Wagner,. » Il jouait occasionnellement lors de concerts symphoniques, par exemple en 1897 sous la direction de Richard Strauss au Queen's Hall.
Comme de nombreux musiciens de sa génération, Holst était sous le charme de Wagner. Il n'avait pas apprécié Götterdämmerung quand il l'avait entendue à Covent Garden en 1892, mais encouragé par son ami et condisciple Fritz Hart, il persévéra et devint rapidement un ardent wagnérien. Wagner supplanta Sullivan en tant qu'influence principale dans sa musique, et pendant quelque temps, comme le note Imogen, « des parties mal-assimilées de Tristan étaient présentes dans tous ses chants et ouvertures,. » Stanford admirait quelques œuvres de Wagner et avait au début été influencé par lui, mais il désapprouvait les compositions wagnériennes de Holst : « Ça n'ira pas mon garçon ; ça n'ira pas,. » Holst respectait Stanford, le décrivant à son condisciple Herbert Howells comme « le seul homme qui pourrait sortir l'un de nous du pétrin,, » mais il pensait que ses condisciples avaient plus d'influence que les enseignants sur lui.
En 1895, peu après avoir fêté son vingt-et-unième anniversaire, Holst rencontra Ralph Vaughan Williams qui devint son ami pour la vie et qui eut plus d'influence sur lui que quiconque. Stanford insistait pour que ses étudiants soient auto-critiques, mais Holst and Vaughan Williams devinrent les critiques l'un de l'autre ; chacun jouait sa dernière composition à l'autre alors qu'il travaillait encore dessus. Vaughan Williams observera plus tard : « ce qu'on apprend réellement dans une école ne vient pas tant des enseignants officiels mais plutôt des autres élèves… [nous avons discuté] de tous les sujets, de la note la plus basse du contrebasson jusqu'au roman Jude l'Obscur,. » En 1949, il écrivait sur leur relation : « Holst a déclaré que sa musique a été influencée par celle de son ami, l'inverse est certainement vrai,. »
William Morris a également influencé Holst. Selon Vaughan Williams, « Ce fut à ce moment-là que Holst découvrit le sentiment d'unité avec ses semblables qui fit de lui ensuite un grand maître. C'est plus son sens de camaraderie qu'une conviction politique qui le mena, alors qu'il était encore étudiant, à rejoindre le Club Socialiste de la Kelmscott House à Hammersmith,. » À Kelmscott House (en), la maison de Morris, Holst assistait à des conférences de son hôte et de Bernard Shaw. Son socialisme était modéré mais il appréciait le club pour sa bonne compagnie et pour son admiration pour Morris en tant qu'homme. Ses idéaux étaient influencés par Morris, mais avaient un éclairage différent. Morris a écrit « Je ne veux pas de l'art ou de la liberté que pour quelques-uns. Je veux que tout le monde soit éduqué selon ses capacités, non selon la quantité d'argent que leurs parents peuvent avoir,. » Holst disait : « l'aristocratie dans l'art — l'art n'est que pour quelques élus — mais le seul moyen de trouver ces élus et d'apporter l'art à tout le monde — alors les artistes ont alors une sorte de signe maçonnique qui leur permet de se reconnaître dans la foule,. » Il a été invité à diriger le Hammersmith Socialist Choir leur faisant chanter des madrigaux de Thomas Morley, des chœurs de Purcell et des œuvres de Mozart, de Wagner et de lui-même. Une de ses choristes était (Emily) Isobel Harrison (1876–1969), une belle soprano de deux ans plus jeune que lui. Il tomba amoureux d'elle ; elle fut d'abord impressionnée par lui, mais ils se fiancèrent bien que sans projet de mariage au vu des faibles revenus de Holst.

### Musicien professionnel

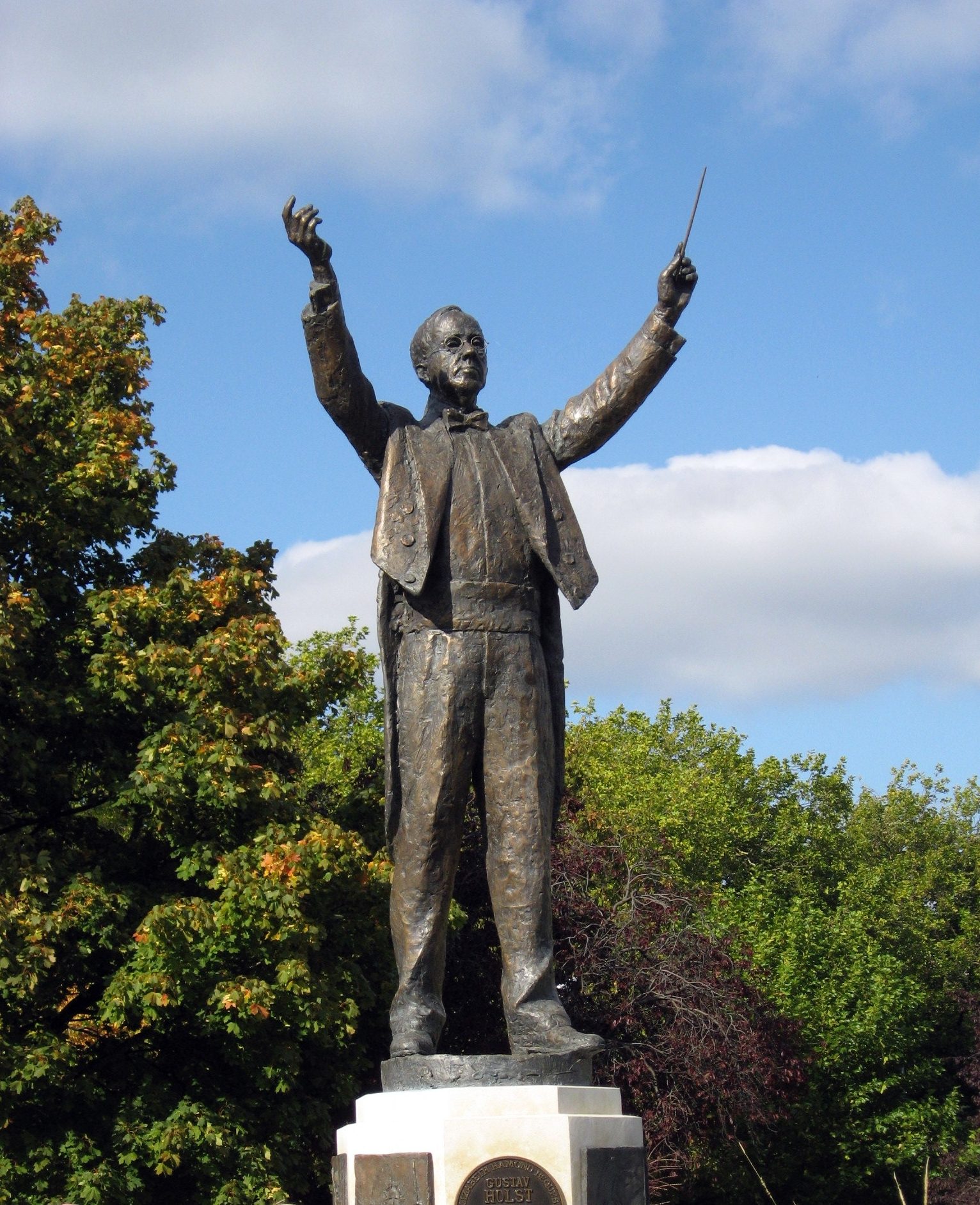
Statue de Holst dans sa ville de naissance, Cheltenham. Il est représenté avec la baguette dans la main gauche, ce qu'il faisait souvent à cause de sa neuropathie lui touchant le bras droit.

En 1898, le RCM offrit à Holst une bourse pour une année de plus mais il sentait qu'il avait appris autant qu'il le pouvait dans cette école et qu'il était temps, comme il le disait, « d'apprendre par la pratique,. » Certaines de ses compositions avaient été publiées et jouées ; l'année précédente The Times avait loué son chant Light Leaves Whisper, « une œuvre modérément élaborée en six parties, traitée avec beaucoup d'expression et un sentiment poétique,. » Nonobstant ces réussites ponctuelles, Holst pensait qu'un « homme ne peut vivre seulement de la composition,. » Il servit comme organiste dans différentes églises de Londres et continua à jouer du trombone dans des orchestres. En 1898, il fut nommé premier trombone et pianiste-répétiteurr dans la Compagnie d'opéra Carl-Rosa (en) et fit des tournées avec l’Orchestre national royal d'Écosse. Tromboniste compétent plutôt que virtuose, il reçut pourtant des éloges de Hans Richter, chef d'orchestre renommé, pour qui il joua au Covent Garden,. Son salaire était juste suffisant pour vivre, et il le complétait en jouant dans un orchestre populaire appelé White Viennese Band, dirigé par Stanislas Wurm. Holst aimait jouer pour Wurm et appris beaucoup de lui sur la manière d'obtenir un rubato des musiciens,. Néanmoins, désirant dévouer son temps à la composition, Holst trouvait que jouer pour the Worm ou dans d'autres petits orchestres était « un gaspillage détestable de temps,. » Vaughan Williams cependant n’était pas d'accord avec son ami sur ce sujet, il admettait qu'une partie de la musique jouée était « de pacotille », mais cela a cependant été utile à Holst : 

« pour commencer, le pire que doit endurer un tromboniste n'est rien comparé à ce que doit endurer un organiste d'église. Deuxièmement, Holst est par-dessus tout un compositeur pour orchestre, et cette touche qui distingue son écriture orchestrale est largement due au fait qu'il a joué dans des orchestres. Il a appris son art, techniquement et en substance, pas de seconde main à partir de livres et de théories mais à partir d'une expérience réelle,. »

Avec un modeste revenu assuré, Holst put se marier à Isobel. La cérémonie eut lieu au Fulham Register Office le 22 juin 1901. Le mariage dura jusqu'à sa mort, ils eurent un enfant, Imogen, née en 1907. En 1902 Dan Godfrey (en) et l’Orchestre symphonique de Bournemouth créèrent la symphonie Cotswold de Holst, dont le second mouvement est une élégie pour Morris, mort en octobre 1896, trois ans avant que Holst ne commence à travailler sur cette pièce. En 1903, Adolph von Holst meurt laissant un petit héritage. Holst et sa femme décidèrent, comme le racontera plus tard Imogen, 

« que comme ils avaient toujours des difficultés financières, la seule chose à faire était de le dépenser en une seule fois dans des vacances en Allemagne,. »

### Compositeur et enseignant
Alors qu'il séjourne en Allemagne, Holst réfléchit à sa vie professionnelle et en 1903 il décida de ne plus jouer en orchestre pour se concentrer sur la composition. Ses revenus issus de la composition étaient trop faibles pour vivre et deux ans plus tard il accepta un poste d'enseignant à la James Allen's Girls' School, Dulwich, où il resta en fonction jusqu'en 1921. Il enseigna également à Passmore Edwards Settlement (en) où parmi d'autres innovations il donna les premières britanniques de deux cantates de Bach. Les deux postes d'enseignement pour lesquels il est le plus connu sont probablement le poste de directeur musical à la St Paul's Girls' School, Hammersmith, de 1905 à sa mort, et le poste de directeur musical au Collège Morley (en) de 1907 à 1924. Vaughan Williams parle du passage d'Holst à la St Paul's Girls' School : « il supprima la sentimentalité puérile que les écolières étaient censées apprécier et le remplaça par Bach et Vittoria, un terreau parfait pour des esprits immatures, » et au Morley College : « [Une] mauvaise tradition devait être supprimée. Les résultats furent au début décourageants mais rapidement un nouvel esprit apparut et la musique au Morley College avec son émanation du festival de la Pentecôte… devint une force avec laquelle il fallait compter,. » Avant l'arrivée d'Holst, le Morley College n'avait jamais traité la musique très sérieusement — la mauvaise tradition dont parle Vaughan Williams ; au début les exigences rigoureuses de Holst firent fuir de nombreux étudiants. Il persévéra et construit petit à petit une classe de mélomanes.

Selon le compositeur Edmund Rubbra, qui suivit ses cours au début des années 1920, Holst était :

« un professeur qui venait au cours non pas lesté des enseignements de Prout et de Stainer mais avec une partition de Petrouchka ou avec la Messe en sol mineur (en) récemment publiée de Vaughan Williams,. »

 Il n'a jamais cherché à imposer ses propres idées sur les compositions de ses élèves. Rubbra se rappelle qu'il devinait les difficultés de ses étudiants et les guidait avec douceur pour qu'ils trouvent la solution d'eux-mêmes : 

« Je ne me rappelle pas qu'Holst n'ai ajouté une seule note à lui sur tout ce que j'ai écrit, mais il suggérait — si j'étais d'accord! — pour une phrase donnée que la suivante serait mieux si je suivait tel chemin ; si je ne le voyais pas, il n'insistait pas. »

En tant que compositeur Holst s'inspirait régulièrement de la littérature. Il a mis en musique des poèmes de Thomas Hardy et de Robert Bridges et, une influence particulière, de Walt Whitman, avec Dirge for Two Veterans et The Mystic Trumpeter (1904). Il écrit une œuvre orchestrale, Walt Whitman Overture, en 1899. Alors en tournée avec la Carl Rosa company Holst lu quelques livres de Max Müller qui lui inspirèrent un franc intérêt pour les textes Sanskrit, en particulier pour les hymnes du Rig-Véda. Il ne trouvait pas les versions anglaises des textes convaincantes, et décida de faire ses propres traductions malgré son manque de talents comme linguiste. Il prit des cours en 1909 à l'University College de Londres pour étudier le sanskrit. Imogen commente ses traductions : 

« il n'était pas un poète et parfois ses vers semblaient naïfs. Mais ils n'ont jamais semblé vagues ou négligés, car il s'était fixé pour tâche de trouver des mots qui seraient « clairs et dignes » pour «conduire l'auditeur dans un autre monde »,. »

 Ses arrangements des traductions de textes en sanskrit incluent Sita (1899–1906), un opéra en trois actes basé sur un épisode du Ramayana (qu'il fit participer à un concours d'opéras anglais organisé par l'éditeur musical milanais Tito Ricordi), Savitri (1908), un opéra de chambre basé sur un conte du Mahabharata, quatre groupes d’Hymns from the Rig Veda (1908–14) et deux textes tirés du Kâlidâsa : Two Eastern Pictures (1909–10) et The Cloud Messenger (1913).
Vers la fin du XIXe siècle, les cercles musicaux britanniques avaient exprimé un nouvel intérêt pour la musique nationale populaire. Quelques compositeurs, comme Sullivan et Elgar, restaient indifférents, mais Parry, Stanford, John Stainer et Alexander Mackenzie étaient les membres fondateurs de la Folk-Song Society (en). Parry considérait qu'en redécouvrant la musique populaire anglaise les compositeurs trouveraient une voix nationale authentique ; il déclarait, « dans les vraies chansons populaires il n'y a pas de honte, pas de vulgarité,. » Vaughan Williams a été converti très tôt à cette cause, parcourant la campagne anglaise pour collecter et mettre par écrit les chansons populaires. Cela eut une influence sur Holst. Sans être autant passionné par le sujet que son ami, Holst incorpora un certain nombre de mélodies populaires dans ses propres compositions et fit plusieurs arrangements de chansons populaires collectées par d'autres. La Somerset Rhapsody (1906–07) fut écrite sur la suggestion du collectionneur de chansons populaires Cecil Sharp et utilise trois airs que Sharp avait recueillis. Holst décrivit la représentation de cette œuvre au Queen's Hall en 1910 comme « son premier succès réel,. » Quelques années plus tard Holst s'enthousiasma pour une autre renaissance musicale, la redécouverte des compositeurs anglais de madrigaux. Weelkes était son préféré parmi tous les compositeurs Tudor mais Byrd avait également beaucoup d'importance pour lui.

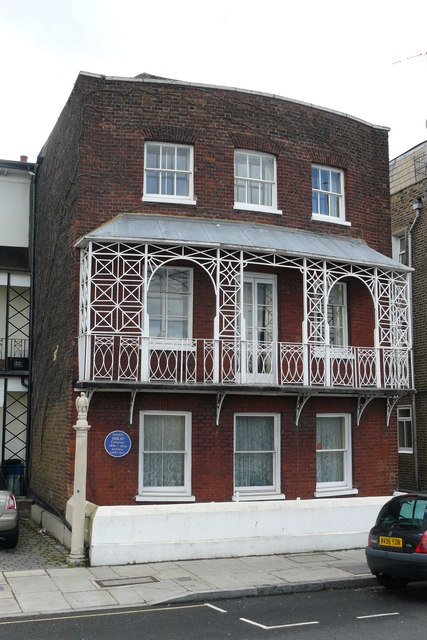
La maison à Barnes où Holst vécut entre 1908 et 1913. Une Blue plaque commémorative est fixée en façade.

Holst était un fervent rambler (en). Il marcha beaucoup en Angleterre, en Italie, en France et en Algérie. En 1908, il voyagea en Algérie suivant un conseil médical pour soigner son asthme et sa dépression due au fait qu'il n'avait pas gagné le prix Ricordi avec son opéra Sita. Ce voyage lui inspira la suite Beni Mora qui incorpore de la musique qu'il avait entendue dans les rues algériennes. Vaughan Williams écrit au sujet de cette œuvre exotique : 

« si cela avait été joué à Paris plutôt qu'à Londres, cela aurait donné au compositeur une renommée européenne, et joué en Italie, cela aurait probablement causé une émeute,. »

### Années 1910
En juin 1911 Holst et ses élèves du Morley College donnèrent la première représentation depuis le XVIIe siècle de The Fairy Queen de Purcell. La partition avait été perdue après la mort de Purcell en 1695 et n'avait que récemment été découverte. Vingt-huit élèves de Morley recopièrent les parties vocales et orchestrales. La partition comptait 1500 pages et il fallut près de dix-huit mois aux étudiants pour copier la partition pendant leur temps libre. Un concert en fut donné à l'Old Vic, précédé par un discours d'introduction de Vaughan Williams. The Times loua Holst et ses étudiants pour « une représentation artistique et très intéressante d'une œuvre si importante, »
Après ce succès Holst fut déçu de la réception peu chaleureuse l'année suivante de son œuvre chorale The Cloud Messenger. Il voyagea de nouveau acceptant une invitation de Balfour Gardiner de le rejoindre lui et ses frères Clifford (en) et Arnold Bax en Espagne. Durant ces vacances Clifford Bax fit découvrir à Holst l'astrologie, intérêt qui inspirera plus tard sa suite The Planets. Holst fit l'horoscope de ses amis le reste de sa vie et parlait de l'astrologie comme son « vice familier,. »
En 1913, la St Paul's Girls ouvrit une nouvelle aile musicale et Holst composa pour cette occasion la St Paul's Suite. Le nouveau bâtiment comptait une salle insonorisée très bien équipée où il pouvait travailler sans être dérangé.Le couple Holst déménagea dans une maison à Brook Green, très proche de l'école. Ils avaient durant les six années précédentes, occupé une jolie maison surplombant la Tamise à Barnes, mais l'air de la rivière, souvent brumeux, affectait la respiration de Gustav. Pour les week-ends et les vacances scolaires ils achetèrent un cottage à Thaxted, Essex, entouré de bâtiments médiévaux et offrant de nombreuses occasions de rambling. En 1917 ils déménagèrent pour s'installer dans le centre-ville où ils restèrent jusqu'en 1925.

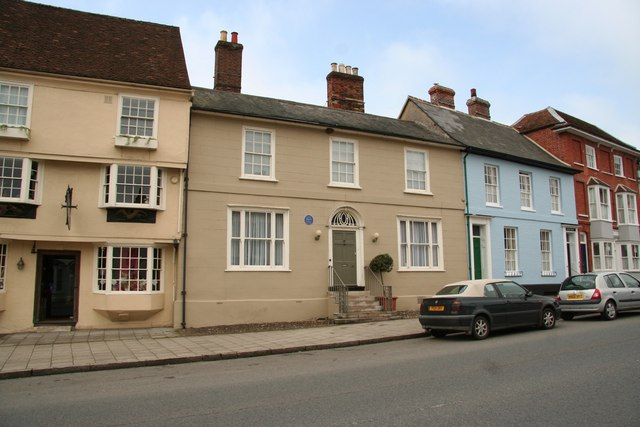
The Manse à Thaxted où Holst vécut de 1917 à 1925

À Thaxted, Holst se lia d’amitié avec le révérend Conrad Noel, connu comme le Red Vicar, qui soutenait l'Independent Labour Party et qui épousa de nombreuses causes impopulaires auprès de l'opinion conservatrice. Holst fut organiste et chef de chœur occasionnel à la Thaxted Parish Church ; il s’intéressa également à la sonnerie de cloches. Il lança un festival de musique annuel à Whitsuntide en 1916 ; des étudiants du Morley College et de St Paul's Girls' School jouaient ensemble avec des participants locaux. Holst dédia son carol This Have I Done For My True Love au révérend Noel ; le compositeur en parlait toujours comme le « The Dancing Day » et le morceau était chanté en dansant dans l’église de Thaxted. Ces innovations suscitèrent des controverses chez les pratiquants traditionnels de l’église. Après trois saisons, anxieux à l'idée d'embarquer ses étudiants dans des conflits religieux -ce qu'il souhaitait éviter- Holst déménagea le Whitsun Festival à Dulwich.

### Première Guerre mondiale
Lors du déclenchement de la Première Guerre mondiale Holst essaya de s'enrôler mais fut refusé comme impropre au service militaire. Il se sentit frustré de ne pouvoir participer à l'effort de guerre. Sa femme se porta volontaire pour conduire des ambulances ; Vaughan Williams, ainsi qu'Emil, le frère d'Holst, furent en service actif en France ; ses amis, les compositeurs George Butterworth et Cecil Coles (en) moururent au combat. Holst continua à enseigner et à composer ; il travailla sur The Planets et prépara la représentation de son opéra de chambre Savitri. Il fut créé en décembre 1916 par des étudiants de la London School of Opera au Wellington Hall à St John's Wood. À l'époque, il n'attira pas l'attention des grands journaux bien que, lorsqu'il sera joué professionnellement cinq ans plus tard, il sera décrit comme « un parfait petit chef-d’œuvre,. » En 1917 il composa The Hymn of Jesus pour chœur et orchestre, œuvre qui ne fut pas jouée avant la fin de la guerre.
En 1918, alors que la guerre touchait à sa fin, Holst trouva un travail qui lui permettait de participer à l’effort de guerre. La section musicale du département d'éducation du YMCA cherchait des volontaires pour travailler avec les troupes britanniques stationnées en Europe attendant la démobilisation. Le Morley College et la St Paul's Girls' School lui offrirent un an de disponibilité mais il restait un obstacle : le YMCA pensait que son nom sonnait trop allemand pour être acceptable dans un tel rôle. Il changea officiellement « von Holst » en « Holst » par deed poll en septembre 1918. Il fut nommé organisateur musical pour le YMCA au Proche-Orient, basé à Thessalonique.

Holst reçu un adieu spectaculaire. Le chef d'orchestre Adrian Boult se rappelle : 

« Juste avant l’armistice Gustav Holst surgit dans mon bureau : 'Adrian, le YMCA m’envoie. bientôt à Thessalonique et Blafour Gardiner, bénit soit-il, m'a donné un cadeau d'adieu, le Queen's Hall avec son orchestre complet pour tout dimanche matin. Nous allons donc jouer The Planets et tu dirigeras',. »

 Il y eut un gros travail pour que tout fut prêt à temps. Les filles de St Paul aidèrent à copier les parties orchestrales et les femmes de Morley et de St Paul apprirent les chants au dernier moment. La représentation eu lieu le 29 septembre devant un public invité comprenant Sir Henry Wood et la plupart des musiciens professionnels de Londres. Cinq mois plus tard, alors que Holst était en Grèce, Boult introduit The Planets au public lors d'un concert en février 1919 ; Holst lui envoya une longue lettre pleine de suggestions mais il ne réussit pas à le convaincre de jouer la suite en entier. Le chef d'orchestre pensait qu'une demi-heure d'une musique si radicalement nouvelle était tout ce que le public pouvait absorber et il joua seulement les cinq premiers mouvements à cette occasion.
Holst apprecia son séjour à Thessalonique d'où il put aller visiter Athènes qui l'impressionna grandement. Sa mission musicale était vaste et il fut même obligé de jouer du violon dans un orchestre local à une occasion : « C'était très amusant mais j'ai peur de ne pas avoir servi à grand chose,. » Il retourna en Angleterre en juin 1919.

### Après-guerre
À son retour de Grèce Holst recommença à enseigner et à composer. En plus de ses emplois actuels, il accepta de donner des cours magistraux de composition à l’université de Reading et rejoignit Vaughan Williams pour enseigner la composition dans leur alma mater le RCM. Dans sa salle insonorisée à la St Paul's Girls' School il composa à cette époque Ode to Death, un arrangement d'un poème de Whitman, qui selon Vaughan Williams est considérée par beaucoup comme la plus belle œuvre chorale de Holst.
Holst, dans sa quarantaine, se trouva soudain très sollicité. L’Orchestre philharmonique de New York et l’Orchestre symphonique de Chicago voulaient être les premiers à jouer The Planets aux États-Unis.

Le succès de The Planets fut suivi en 1920 par un accueil enthousiaste de The Hymn of Jesus, décrit dans The Observer comme 

« une des plus brillantes et des plus sincères pièce d'expression chorale et orchestrale entendue depuis plusieurs années,. »

The Times est aussi enthousiaste et la présente comme étant: 

« indubitablement l’œuvre chorale la plus originale produit dans ce pays depuis plusieurs années,. »

 À sa surprise et à son regret Holst devint célèbre La célébrité était quelque chose de complètement étranger à sa nature. Comme le note le musicologue Byron Adams (en) :

« il batailla le reste de sa vie pour se sortir de cette toile de publicité voyante, d’incompréhension du public et de jalousie professionnelle tissée autour de ce succès non désiré,. »

Il refusait les honneurs et les récompenses et refusait de donner des interviews et de signer des autographes.
L'opéra comique de Holst The Perfect Fool (en) (1923) fut considéré comme une satire de Parsifal, bien que Holst le niât fermement. Cette œuvre, interprétée par Maggie Teyte dans le rôle de soprano principal et avec Eugène Goossens à la direction, fut reçue avec enthousiasme lors de la première à la Royal Opera House Lors d'un concert à Reading en 1923, Holst glissa. Sa chute provoqua un traumatisme crânien. Il parut se remettre mais ne put accepter une invitation aux États-Unis pour enseigner et diriger à l’université du Michigan.
Après son retour il fut de plus en plus sollicité pour diriger, préparer ses anciennes œuvres à la publication et enseigner comme auparavant. Le stress causé par ses demandes fut trop important pour lui ; sur les conseils de son médecin il annula tous ses engagements professionnels en 1924 et se retira à Thaxted. En 1925, de toutes les anciennes fonctions qu'il occupait précédemment, il n'accepta de ne reprendre que celle au sein de la St Paul's Girls' School.

### Dernières années
La productivité de Holst en tant que compositeur bénéficia immédiatement de l'abandon de ces autres postes. Il composa durant cette période la First Choral Symphony sur un texte de Keats (seuls des fragments existent d'une Second Choral Symphony sur un texte de George Meredith). Un court opéra Shakespearien, At the Boar's Head (en), suivit ; aucun n'eut le succès populaire immédiat de A Moorside Suite pour brass band en 1928.
En 1927 l'Orchestre symphonique de New York lui commande une symphonie. À la place, il composa une œuvre orchestrale, Egdon Heath (en), inspirée par le Thomas Hardy's Wessex (en). Elle fut créée en février 1928, un mois après la mort de Thomas Hardy, lors d'un concert hommage. Mais l'enthousiasme du public pour Holst commençant à diminuer, la pièce ne fut pas bien accueillie à New York.
Olin Downes dans The New York Times jugeait que : 

« la partition semblait longue et médiocre,. »

Le lendemain de la représentation américaine, Holst dirigeait la première britannique avec l’Orchestre symphonique de Birmingham. The Times reconnaissait la noirceur de l’œuvre mais concédait que cela correspondait à la vision sombre du monde d'Hardy : 

« Egdon Heath n'est probablement pas populaire mais dit ce que le compositeur veut dire, que cela nous plaise ou non, et la vérité est un des aspects du devoir,. »

Holst avait été peiné par les critiques hostiles de certaines de ses premières œuvres mais il restait indifférent à celles d'Egdon Heath, qu'il considérait selon Adams comme « sa composition réalisée la plus parfaitement,. » 

Vers la fin de sa vie, il composa Choral Fantasia (en) (1930) et la BBC lui commanda une œuvre pour orchestre militaire ; le prélude et le scherzo Hammersmith sont un hommage au lieu où il avait passé la plus grande partie de sa vie. Le compositeur et critique Colin Matthews considérait l’œuvre comme : 

« aussi intransigeante à sa manière qu’Egdon Heath, découvrant, selon les mots d'Imogen Holst, 'au milieu d'un Londres surpeuplé… la même tranquillité qu'il avait trouvé dans le solitude d'Egdon Heath',. »

Malheureusement, la première de l’œuvre fut programmée le même jour que celle de Belshazzar's Feast (en) de Walton, laquelle reçut un meilleur accueil du public.
Holst composa en 1931 une musique pour le film britannique The Bells et s'amusa à jouer un figurant dans une scène de foule. Le film est maintenant perdu. Il composa une jazz band piece qu'Imogen arrangea plus tard pour orchestre sous le titre de Capriccio.

Tout au long de sa carrière de compositeur, ses opéras ont été  plus ou moins bien accueillis. Le dernier qu'il composa, The Wandering Scholar, fut, selon Matthews : 

« le bon messager pour son sens de l'humour oblique, écrivant avec économie et de manière directe,. »

L'université Harvard lui ayant proposé un poste de maître de conférence pour les six premiers mois de l'année 1932, il s'y rendit via New York, où il fut à la fois heureux de retrouver son frère, acteur à Broadway et consterné par les sollicitations continuelles des journalistes et des photographes. Il apprécia son séjour à Harvard, mais il tomba malade : un ulcère gastro-duodénal le tint cloué au lit plusieurs semaines.
Il retourna en Angleterre, à Cotswolds, brièvement rejoint par son frère pour des vacances communes. Son état de santé déclina et il cessa toute activité musicale, une des dernières ayant été de guider les jeunes musiciennes de l'orchestre de la St Paul's Girls' School pour l'interprétation de sa dernière œuvre, Suite Brook Green, en mars 1934.
Il mourut  à Londres le 25 mai 1934 à 59 ans, d'insuffisance cardiaque à la suite de l'opération de son ulcère. Ses cendres reposent en la cathédrale de Chichester dans le Sussex, près du mémorial de Thomas Weelkes, son compositeur favori de l'époque Tudor. L'évêque George Bell prononça l'oraison funèbre et Vaughan Williams dirigea des œuvres d'Holst et de lui-même.

## Musique
Gustav Holst laisse environ 120 œuvres.

### Style
L'intégration de Holst des chansons populaires, non seulement dans un sens mélodique mais également dans leur simplicité et leur économie d'expression, l'aida à développer un style que beaucoup de ses contemporains, même ses admirateurs, trouvaient austère et cérébral,. Ceci contredit l'identification populaire de Holst aux Planets, œuvre qui, selon Matthews, a caché son statut de compositeur réellement original. Pour contrer les critiques de froideur de la musique de Holst, Imogen parle d'une musique « sweeping modal tunes mov[ing] reassuringly above the steps of a descending bass, » alors que Michael Kennedy met en avant les douze arrangements d'Humbert Wolfe (en) de 1929, et les douze arrangements de chansons populaires galloises pour chœur seul de 1930–1931 comme œuvres vraiment chaleureuses.
Beaucoup des techniques que Holst employait — signatures rythmiques non conventionnelles, gammes montantes et descendantes, ostinato, bitonalité et parfois polytonalité — le range à part des autres compositeurs anglais. Matthews le compare à des compositeurs étrangers contemporains comme Hindemith Vaughan Williams remarque que Holst disait toujours dans sa musique ce qu'il souhaitait dire, directement et de manière concise ; « il n'avait pas peur d'être évident quand il le fallait, il n'hésitait pas non plus à être distant quand l'éloignement exprimait son but,. » Kennedy a conjecturé que le style économique de Holst était en partie dû à sa santé faible : « […] l'effort de le coucher sur papier le contraignait à une économie artistique que certains trouvaient aller trop loin,. » Cependant, en tant que musicien d'orchestre et instrumentiste expérimenté, Holst comprenait la musique du point de vue des musiciens et s'assurait, quelle qu’en soit la difficulté, que leur partition fut toujours jouable. Selon son élève Jane Joseph, Holst favorisait lors des représentations « un esprit de camaraderie pratique […] personne ne connaissait mieux que lui l'ennui possible d'un musicien professionnel, et la musique qui rendait impossible l'ennui,. »

### Premières œuvres
Bien que Holst ait écrit un grand nombre d’œuvres — en particulier des chants — durant ses années d'études, il définissait presque tout ce qu'il avait écrit avant 1904 comme des « early horrors,. » Néanmoins, le compositeur et critique Colin Matthews reconnait dans ces œuvres d'apprentissage un « flair orchestral instinctif,. » Parmi les quelques pièces de cette période montrant un peu d'originalité, Matthews met en avant le Trio pour cordes en sol mineur de 1894 (joué pour la première fois en 1974) comme la première œuvre de Holst non dérivée. Matthews et Imogen Holst soulignent tous deux le mouvement Elegy de The Cotswold Symphony (1899–1900) parmi les œuvres les plus accomplies des œuvres d'apprentissage et Imogen entraperçoit des morceaux de la personnalité de son père dans la Suite de ballet de 1899 et dans l’Ave Maria de 1900. Matthews et elle ont émis l'hypothèse que Holst trouva sa voix authentique dans sa mise en musique des vers de Whitman, The Mystic Trumpeter (1904),. Dans cette pièce, non jouée publiquement avant 1989, Holst emploie pour la première fois la technique de bitonalité.

### Années expérimentales
Au début du XXe siècle, selon Matthews, l'orientation future de Holst en tant que compositeur était loin d'être claire. Il semblait qu'il allait suivre Schoenberg dans le romantisme ; à la place, durant la première décennie du nouveau siècle, Holst chercha l'inspiration dans une variété de sources. Son but, comme il le dit dans une lettre au compositeur William Gillies Whittaker, était de découvrir « le (ou un) langage musical de la langue anglaise — car il pensait que Purcell avait fait plus de deux siècles plut tôt dans Dido and Æneas.

#### Période indienne
Le recherche de Holst de sa voie de composition le conduit à explorer au-delà des traditions musicales anglaises. Son intérêt pour la mythologie indienne, partagée par nombre de ses contemporains, devient pour la première fois évident musicalement dans l'opéra Sita (1901–06). Durant la longue gestation de cet opéra Holst travailla sur d'autres pièces à thème indien dont Maya (1901) pour violon et piano, considérée par le compositeur et écrivain Raymond Head comme « une pièce de salon insipide dont le langage musical est dangereusement proche de Stephen Adams,,. » Cependant, à travers Vaughan Williams, Holst découvrit et devint un admirateur de la musique de Ravel qu'il considérait comme un « modèle de pureté » du niveau de Haydn, un autre compositeur qu'il admirait grandement. L'influence combinée de Ravel, du spiritualisme hindou et des chansons populaires anglaises permirent à Holst de s'affranchir de l'influence de Wagner et de Richard Strauss et de construire son propre style. selon Rubbra, la publication en 1911 des hymnes Rig Veda de Holst fut un évènement marquant du développement du compositeur : « Avant cela, la musique de Holst avait, en effet, montré la clarté d'énonciation qui l'a toujours caractérisé, mais harmoniquement il y avait peu pour le marquer comme une personne importante de la musique moderne,. » Dickinson décrit ces arrangements védiques comme picturaux plutôt que religieux ; bien que la qualité soit variable, les textes sacrés « touchent clairement des cordes vitales dans l'imagination du compositeur,. » Alors que la musique de l'arrangement des vers indiens de Holst reste principalement occidentale dans son caractère, dans certains arrangements védiques il expérimente le râga indien.
L'opéra de chambre Savitri (1908) a été écrit pour trois voix solos, un petit chœur de femmes caché et une combinaison instrumentale de deux flûtes, un cor anglais et un double quatuor à cordes. Le critique musical John Warrack parle de « la subtilité expressive extraordinaire » avec laquelle Holst déploie les forces éparses : « …Les deux lignes vocales non accompagnées ouvrant l’œuvre habilement véhiculent le rapport entre la mort, professant de manière constante à travers la forêt, et Savitri, ses réponses effrayées flottant autour de lui, incapable d'échapper à son attraction harmonique,. » Head décrit l’œuvre comme unique à son époque à cause de son intimité compacte et la considère comme la tentative de Holst la plus réussie pour en finir avec la domination du chromatisme Wagnérien dans sa musique. Dickinson considère cette œuvre comme un pas significatif « non vers l'opéra mais vers une poursuite idiomatique de la vision [de Holst],. » Au sujet des textes de Kālidāsa, Dickinson rejette The Cloud Messenger (1910–12) comme une « accumulation d'incidents décousus, d'épisodes dramatiques opportunistes et d'effusions extatiques, » qui illustrent la confusion créative du compositeur durant cette période ; Two Eastern Pictures (1911), selon Dickinson, « donne une impression finale plus mémorable de Kālidāsa,. »

#### Musique populaire et autres influences
La mise en musique des textes indiens n'est qu'une partie des compositions de Holst entre 1900 et 1914. Un facteur important dans son développement musical est le renouveau des chants populaires anglais que Matthews décrit comme étant « les catalyseurs qui ont permis à Holst de fusionner les éléments disparates formateurs qui devaient faire de lui un compositeur mûr,. » L'influence de la musique populaire est évidente dans la suite orchestrale A Somerset Rhapsody (1906–07), une œuvre basée originellement sur sept thèmes populaires, réduite plus tard à quatre thèmes. En observant les ressemblances avec Norfolk Rhapsody de Vaughan Williams, Dickinson remarque, qu'avec sa structure globale ferme, la composition de Holst « s'élève au-delà du niveau d'… une chanson de sélection,. » Imogen admet que la découverte de Holst des chants populaires anglais « transforme son écriture orchestrale» et que la composition de A Somerset Rhapsody a beaucoup fait pour bannir les chromatismes qui avaient dominé ses premières compositions. Dans Two Songs without Words en 1906, Holst montre qu'il peut créer ses propres musiques à partir du style populaire. Une fantaisie orchestrale populaire composée également en 1906, Songs of the West, est retirée par le compositeur et n'est jamais publiée bien qu'elle ressorte dans les années 1980 sous la forme d'un arrangement pour ensembles de vents par James Curnow (en).

Dans les années avant la Première guerre mondiale, Holst compose dans plusieurs genres. Matthews considère l'évocation d'une ville nord-africaine dans la suite Beni Mora en 1908 comme l'œuvre la plus personnelle du compositeur jusque-là ; le troisième mouvement donne un aperçu du minimalisme avec sa répétition constante d'un thème de quatre mesures. Holst écrit deux suites pour orchestre militaire, en Mi bémol (1909) (en) et en Fa majeur (1911) (en). Cette première suite, une œuvre musicale très originale et grave maintenant un classique du répertoire de musique militaire, est le signal de fin de ce que Short décrit comme « les transcriptions habituelles et les extraits d'opéras qui envahissaient le répertoire de musique militaire,. » Il compose également en 1911 Hecuba's Lament, une mise en musique de la traduction par Gilbert Murray d'Euripide construite sur un refrain à sept temps qui selon Dickinson représente le mépris d'Hécube pour la colère divine. En 1912 Holst compose deux psaumes avec lesquels il expérimente le plain-chant. La même année voit la composition de la durable St Paul's Suite (un morceau « gai mais rétrograde » selon Dickinson), et l'échec de sa grande œuvre orchestrale Phantastes.

### Plein épanouissement

#### Les Planètes

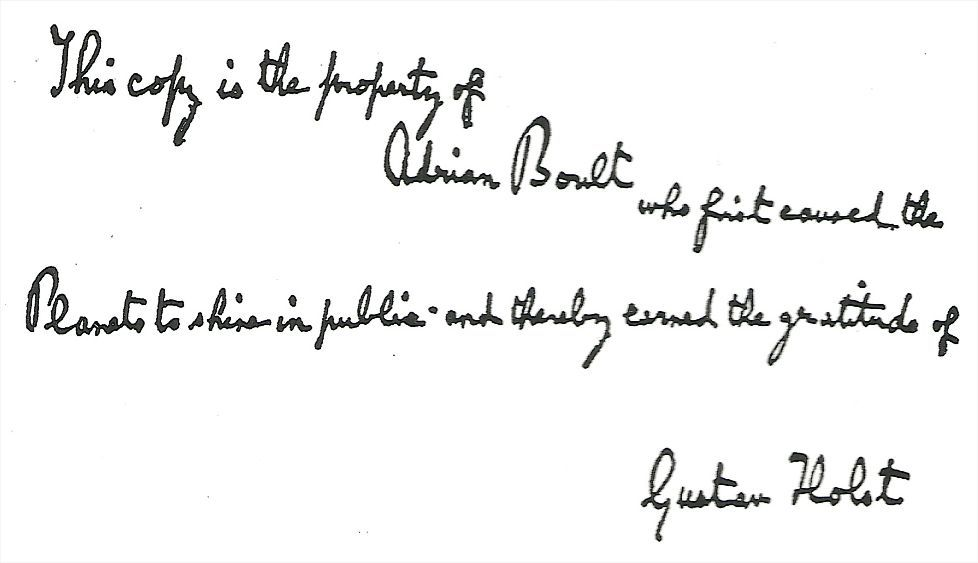
Dédicace de Holst sur la partition d'Adrian Boult de The Planets (traduction en français:« Cette copie est la propriété d'Adrian Boult qui le premier fit briller les Planètes en public et qui ainsi gagna la gratitude de Gustav Holst.»)

Holst a l'idée des Planètes en 1913, en partie pour son intérêt de l'époque pour l'astrologie et également pour sa détermination, malgré l'échec de Phantastes, à composer une grande œuvre orchestrale. Le format choisi a pu être influencé par les Fünf Orchesterstücke de Schoenberg, ou selon Matthews par La Mer de Debussy, Holst commence à composer les planètes en 1914, les mouvements sont écrits dans le désordre par rapport à la version finale, Mars en premier suivi par Vénus et Jupiter. Saturne, Uranus et Neptune sont tous composés en 1915 et Mercure est terminé en 1916.
Chaque planète a un caractère différent. Dickinson observe « qu'aucune planète n'emprunte le tempérament d'une autre,. » Dans Mars, une combinaison de rythmes inégaux, d'appels de trompette et de dissonances harmoniques donne une musique guerrière que Short considère comme unique dans son expression de violence et de terreur pure, « … l'intention de Holst étant de dépeindre la réalité de la guerre plutôt que de glorifier les actes d'héroïsme,. » Dans Vénus Holst utilise la musique d'une œuvre vocale abandonnée, A Vigil of Pentecost, pour l'ouverture ; le sentiment principal du mouvement est une résignation calme et la nostalgie,. Mercure est dominé par des rythmes inégaux et des changements rapides de thèmes pour représenter le vol rapide du messager ailé. Jupiter est connu pour sa mélodie centrale, selon Dickinson « une relaxation fantastique,». Dickinson et d'autres critiques ont dénoncé l'utilisation plus tard de l'air dans l’hymne patriotique I Vow to Thee, My Country — malgré la connivence totale de Holst,,.
Pour Saturne Holst utilise une nouvelle fois une ancienne œuvre vocale, Dirge and Hymeneal, comme base pour ce mouvement où des accords répétés représentent l'approche inexorable de la vieillesse. Uranus qui suit contient des éléments de la Symphonie fantastique de Berlioz et de l’Apprenti sorcier de Dukas, dans sa représentation du magicien qui « disparait dans la fumée alors que la dynamique sonore du mouvement diminue d'un fff vers un ppp en quelques mesures,. » Neptune, le mouvement final, conclut avec un chœur sans paroles de femmes disparaissant progressivement, un effet que Warrack compare à « une intemporalité en suspens … sans fin, puisque l'espace ne s'arrête pas, mais à la dérive dans le silence éternel,. » En dehors de sa concession avec I Vow to Thee, Holst insiste sur l'unité de l'œuvre et s'oppose à l'exécution des mouvements individuellement. Cependant Imogen écrit que la pièce a « souffert d'être joués en extraits comme musique d'ambiance,. »

#### Maturité
Pendant et après la composition des Planètes, Holst écrit ou arrange plusieurs œuvres vocales et chorales, nombre d'entre elles pour le Thaxted Whitsun Festivals, 1916–18. Ces œuvres incluent Six Choral Folksongs, 1916, basée sur une mélodie de West Country, et Swansea Town, avec sa « mélodie sophistiquée », est selon Dickinson la plus mémorable de ces six morceaux. Holst minimise cette musique comme une « forme limitée d'art » dans laquelle le « maniérisme est presque inévitable,. » Cependant le compositeur Alan Gibbs pense que cet arrangement de Holst est au moins l'égal des Five English Folk Songs de 1913 de Vaughan Williams. L’œuvre majeure de Holst suivant Les Planètes est l’Hymn of Jesus terminé en 1917. Les paroles sont tirées d'un texte gnostique, les actes apocryphes de Saint-Jean, utilisant une traduction du grec que Holst a préparé avec l’aide de Clifford Bax (en) et de Jane Joseph. Head commente le caractère novateur de l’Hymne: « D'un seul coup Holst avait mis de côté les oratorios sentimentaux Victoriens et Édouardiens et avait créé le précurseur du type d’œuvres que John Tavener, par exemple, allait composer dans les années 1970,. » Matthews avance que la qualité « extasiée » de l'Hymn n'est égalée dans la musique anglaise que « peut-être par The Vision of Saint Augustine de Tippett ; » l'hymne comprend un plain-chant, deux chœurs éloignés l'un de l'autre pour souligner, le dialogue, de la danse et des « bouleversements d'accords explosifs,. »
Dans Ode to Death (1918–19), le ton calme et résigné est vu par Matthews comme une « volte-face abrupte » après la spiritualité pleine de vie de lHymne. Warrack parle de tranquillité distante ; Imogen Holst pense que l'Ode exprime le rapport à la mort de Holst. Le morceau a rarement été joué depuis sa création en 1922 bien que le compositeur Ernest Walker (en) pense que c'était la meilleure œuvre de Holst à cette date.
Le critique Ernest Newman considère The Perfect Fool comme le « meilleur des opéras modernes britanniques,, » mais sa faible longueur inhabituelle (environ une heure) et sa nature parodique et fantaisiste — décrite par The Times comme « un puzzle brillant — » le range en dehors des opéras classiques. Seule la musique de ballet de l'opéra, que The Times considère comme « la chose la plus génial dans un travail génial avec des moments géniaux, » a été régulièrement jouée depuis 1923. Le livret de Holst a été grandement critiqué mais Edwin Evans remarque le plaisir rare à l'opéra de pouvoir entendre les paroles chantées.

### Dernières œuvres

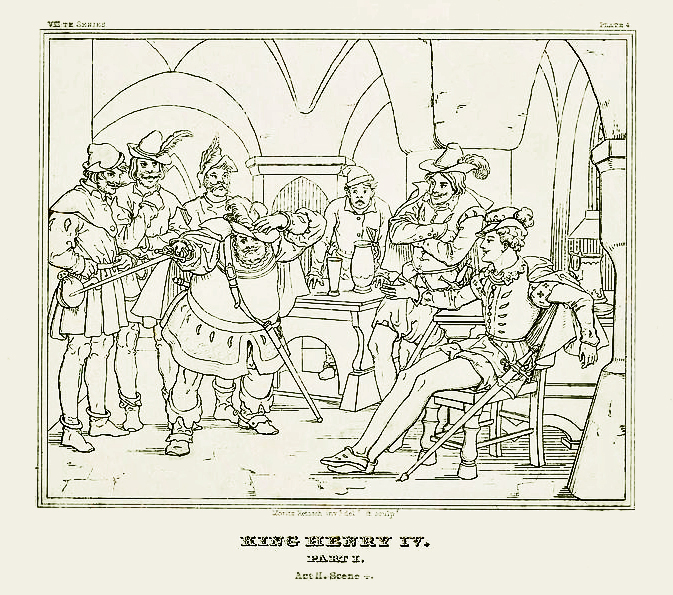
Scène du Boar's Head, Henry IV (dessin de 1853)

Avant son repos forcé en 1924, Holst montre un intérêt nouveau pour le contrepoint, dans sa Fugal Overture en 1922 pour orchestre et dans le néo-classique Fugal Concerto en 1923, pour flûte, hautbois et cordes. Dans sa dernière décennie, il compose et arrange abondamment ; en 1925, le Terzetto pour flûte, hautbois et alto, écrit en trois clés, est cité par Imogen comme la seule véritable œuvre de musique de chambre de Holst. Matthews écrit que la Choral Symphony terminée en, après plusieurs mouvements de grande qualité, a un décevant final décousu. Le pénultième opéra de Holst, At the Boar's Head (1924), est basée sur la scène de la taverne d’Henry IV de Shakespeare. La musique, qui est largement inspirée de vieilles mélodies anglaises de Cecil Sharp et d'autres, est rapide et a de la verve ; le critique Harvey Grace repousse le manque d'originalité.
Egdon Heath (1927) est la première grande œuvre orchestrale de Holst après les Planètes. Matthews résume la musique comme « insaisissable et imprévisible ; trois éléments principaux : une mélodie errante sans tempo [aux cordes], des cuivres tristes et processionnels et une musique agitée pour cordes et hautbois. » La danse mystérieuse à la fin est, selon Matthews, « le moment le plus étrange dans une œuvre étrange,. » Richard Greene dans Music & Letters décrit la pièce comme « une danse larghetto au rythme de sicilienne et à la mélodie simple, progressive et balançante, » mais manquant de la puissance des Planètes et, par moments, monotone à écouter. La Moorside Suite pour ensemble de cuivres rencontre plus de succès ; elle est écrite comme pièce de concours pour le National Brass Band Festival championships de 1928.
Après cela Holst tente une dernière fois un opéra, dans une veine joyeuse avec The Wandering Scholar (1929–30), sur un livret de Clifford Bax. Imogen parle de la musique « comme Holst dans son meilleur dans un scherzando (ludique) d'esprit,. » Vaughan Williams parle des rythmes vifs, folkloriques : « Pensez-vous qu'il y a un peu trop de 6/8 dans l'opéra,? » Short observe que le motif d'ouverture fait plusieurs réapparitions sans être identifié à un personnage en particulier, mais impose l'unité musicale de l’œuvre.
Holst compose peu de grandes pièces dans ses dernières années. La courte Choral Fantasia en 1930 est écrite pour le Three Choirs Festival à Gloucester ; des thèmes types de chorales sont entrecoupées de chœurs avec un support instrumental de cordes, de percussions, de cuivres et d'un orgue. À part la musique de scène pour The Bells, les dernières compositions de Holst sont de petites pièces ; les huit Canons de 1932 sont dédiés à ses élèves, bien que selon Imogen ils présentent un formidable défi pour la plupart des chanteurs professionnels. La Suite Brook Green (1932), écrite pour l'orchestre de la St Paul's School, est un compagnon tardif à la St Paul's Suite. Le bref Lyric Movement pour alto et petit orchestre (1933) est composé pour Lionel Tertis. Calme et contemplative, et nécessitant peu de virtuosité du soliste, la pièce a été lente à gagner en popularité parmi les altistes. Robin Hull, dans Penguin Music Magazine, loue « la beauté claire — impossible à confondre avec l'art d'un autre compositeur ; » cependant, selon Dickinson, cela reste « une création faible,. » La dernière composition de Holst, le scherzo d'un projet de symphonie, contient des caractéristiques musicales des premières œuvres de Holst — « un résumé de tout l'art orchestral de Holst, » selon Short. Dickinson pense que trop peu a été composé pour se faire une idée de ce qu'aurait donné la symphonie.

## Enregistrements
Holst a fait quelques enregistrements, dirigeant ses propres œuvres. Pour Columbia il a enregistré Beni Mora, Marching Song et les Planètes avec le London Symphony Orchestra (LSO) en 1922. Les limitations des premiers enregistrements empêchaient l’extinction graduelle des chants féminins à la fin de Neptune et les cordes les plus basses ont dû être remplacées par un tuba pour obtenir un son grave efficace. Avec un orchestre à cordes anonyme Holst a enregistré la St Paul's Suite et Country Song en 1925. Le principal rival de Columbia, HMV, a sorti des enregistrements du même répertoire, avec un orchestre non nommé dirigé par Albert Coates. Avec l'arrivée des enregistrements électriques, qui améliorent sensiblement la qualité d'enregistrement, Holst et le LSO réenregistrent les Planètes pour Columbia en 1926.
Au début de l'époque des LP, peu d’œuvres Holst étaient disponibles sur disque. Seulement six œuvres sont listées dans l'édition de 1955 de The Record Guide (en) : Les Planètes (Boult pour HMV et Nixa et Sir Malcolm Sargent pour Decca), la musique de ballet Perfect Fool, la St Paul's Suite, et trois courtes pièces chorales. Durant l'époque des LP et des CD stéréos, des nombreux enregistrements des Planètes arrivent. Au début du XXIe siècle, la plupart des œuvres orchestrales majeures et de nombreuses œuvres chorales mineures de Holst ont été enregistrées sur disque. L'édition de 2008 de The Penguin Guide to Recorded Classical Music (en) contient sept pages listant les œuvres de Holst sur CD. Concernant les opéras, Savitri, The Wandering Scholar et At the Boar's Head ont été enregistrés.

## Héritage
Warrack souligne que Holst a acquis une compréhension instinctive peut-être plus que n'importe quel compositeur anglais, de l'importance de la chanson folklorique. Il y trouve « un nouveau concept, pas seulement sur la manière dont la mélodie est organisée, mais également concernant les implications pour le développement d'un langage artistique mûr,. » Holst n'a pas créé ou dirigé d'école de composition ; néanmoins il a exercé une influence sur des contemporains et des successeurs. Selon Short, Vaughan Williams parlait de Holst comme la « plus grande influence sur ma musique,, » bien que Matthews avance que les deux se sont mutuellement influencés à parts égales. Parmi les compositeurs suivant, Michael Tippett est reconnu par Short comme le « successeur le plus significatif de Holst, » à la fois en termes de style de composition et également car Tippett, qui a succédé à Holst au poste de directeur de musique du Morley College, a maintenu l'esprit de la musique de Holst dans l’école. Concernant une des premières rencontre avec Holst, Tippett écrira plus tard : « Holst semblait regarder directement à l'intérieur de moi, avec une vision spirituelle aiguë,. » Kennedy observe « qu'une nouvelle génération d'auditeurs… ont reconnu en Holst la source de la plupart de ce qu'ils admirent dans la musique de Britten et de Tippett,. » L'élève de Holst Edmund Rubbra reconnait comment lui et d'autres compositeurs anglais plus jeunes ont adopté l’économie de style de Holst : « Avec quel enthousiasme nous n'avons rogné notre musique jusqu'à l'os,. »
Short cite d'autres compositeurs anglais influencés par Holst, en particulier William Walton et Benjamin Britten, et suggère que l'influence de Holst a été ressentie plus loin. Il observe que « la montée des quartes de Jupiter peut être entendue dans Appalachian Spring de Copland, et que les premières œuvres de Prokofiev et de Chostakovitch portent de semblables traces. L'Hymn of Jesus peut être considéré comme un précurseur de la Symphonie de Psaumes de Stravinsky. » Cependant, par-dessus tout, Short considère Holst comme un compositeur pour les personnes, qui pensait que c'était le devoir du compositeur de fournir de la musique à des fins pratiques, pour des festivals, des célébrations, des cérémonies, des chants de noël ou des simples airs d'hymnes. Ainsi, Short explique, « de nombreuses personnes qui n'ont peut-être jamais entendues les œuvres majeures [de Holst]… ont néanmoins tiré grand plaisir à entendre ou à chanter ces petits chefs-d'œuvre comme le chant de noël de In the Bleak Midwinter (en),. »

## Hommages
Le 27 septembre 2009, après un week-end de concerts à la cathédrale de Chichester en mémoire de Holst, un nouveau monument est dévoilé pour marquer le soixante-quinzième anniversaire de la mort du compositeur. Y est gravé le texte de The Hymn of Jesus : « The heavenly spheres make music for us. »
En avril 2011 un documentaire télévisé de la BBC, Holst: In the Bleak Midwinter, parle de la vie de Holst avec une référence particulière à son soutien pour le socialisme et la cause des travailleurs.
En astronomie, sont nommés en son honneur (3590) Holst, un astéroïde de la ceinture principale d'astéroïdes, et Holst, un cratère de la planète Mercure.
Son œuvre a été une source d'inspiration pour beaucoup de compositeurs modernes, notamment Hans Zimmer qui s'est beaucoup inspiré de Mars, Bringer of war pour la bande originale de Gladiator, en particulier les titres The battle et Barbarian horde où, dans ce dernier la rythmique des cuivres est presque similaire. John Williams s'est inspiré de Venus, bringer of peace pour le titre Princess Leia's Theme (Star Wars).

## Œuvre

### Œuvres pour orchestre
- A Somerset Rhapsody, op. 21 n° 2, pour orchestre symphonique (1907)
- Suite n° 1 en mi bémol, op. 28 n° 1, pour orchestre d'harmonie (1909)
- Beni Mora, op. 29 n° 1, suite orientale pour orchestre (1910)
- Suite n° 2 en fa, op. 28 n° 2, pour orchestre d'harmonie (1911)
- St. Paul's suite, op. 29 n° 2, pour orchestre à cordes (1912-1913)
- Les Planètes, op.32 (The Planets), suite symphonique (1914-1917)
- Japanese suite, op. 33, pour orchestre (1915)
- Egdon Heath, op. 47, (Homage to Thomas Hardy), pour orchestre (1927)
- A Moorside Suite, pour brass band (1928)
- Hammersmith, op. 52, prélude et scherzo pour orchestre d'harmonie (1930)

### Opéras
- Savitri, (1908)
- The Perfect Fool, (1918-1922)
- At the Boar's Head, (1924)
- The Wandering Scholar, (1934)

### Citations
1. ↑  « benign neglect »
2. ↑  « not overburdened with attention or understanding, with a weak sight and a weak chest, both neglected—he was 'miserable and scared'. »
3. ↑  « like a jelly overcharged with electricity. »
4. ↑  « he was able to afford the necessities of life: board and lodging, manuscript paper, and tickets for standing room in the gallery at Covent Garden Opera House on Wagner evenings. »
5. ↑  « ill-assimilated wisps of Tristan inserted themselves on nearly every page of his own songs and overtures. »
6. ↑  « It won't do, me boy; it won't do. »
7. ↑  « the one man who could get any one of us out of a technical mess. »
8. ↑  « What one really learns from an Academy or College is not so much from one's official teachers as from one's fellow-students ... [we discussed] every subject under the sun from the lowest note of the double bassoon to the philosophy of Jude l'Obscur. »
9. ↑  « Holst declared that his music was influenced by that of his friend: the converse is certainly true. »
10. ↑  « It was now that Holst discovered the feeling of unity with his fellow men which made him afterwards a great teacher. A sense of comradeship rather than political conviction led him, while still a student, to join the Kelmscott House Socialist Club in Hammersmith. »
11. ↑  « I do not want art for a few any more than education for a few, or freedom for a few. I want all persons to be educated according to their capacity, not according to the amount of money which their parents happen to have. »
12. ↑  « Aristocracy in art'—art is not for all but only for the chosen few—but the only way to find those few is to bring art to everyone—then the artists have a sort of masonic signal by which they recognise each other in the crowd. »
13. ↑  « learn by doing. »
14. ↑  « a moderately elaborate composition in six parts, treated with a good deal of expression and poetic feeling. »
15. ↑  « man cannot live by composition alone. »
16. ↑  « a wicked and loathsome waste of time. »
17. ↑  « To start with, the very worst a trombonist has to put up with is as nothing compared to what a church organist has to endure; and secondly, Holst is above all an orchestral composer, and that sure touch which distinguishes his orchestral writing is due largely to the fact that he has been an orchestral player; he has learnt his art, both technically and in substance, not at second hand from text books and models, but from actual live experience. »
18. ↑  « as they were always hard up the only thing to do was to spend it all at once on a holiday in Germany. »
19. ↑  « Here he did away with the childish sentimentality which schoolgirls were supposed to appreciate and substituted Bach and Vittoria; a splendid background for immature minds. »
20. ↑  « [A] bad tradition had to be broken down. The results were at first discouraging, but soon a new spirit appeared and the music of Morley College, together with its off-shoot the 'Whitsuntide festival' ... became a force to be reckoned with. »
21. ↑  « a teacher who often came to lessons weighted, not with the learning of Prout and Stainer, but with a miniature score of Petrushka or the then recently published Mass in G minor of Vaughan Williams. »
22. ↑  « I do not recall that Holst added one single note of his own to anything I wrote, but he would suggest—if I agreed!—that, given such and such a phrase, the following one would be better if it took such and such a course; if I did not see this, the point would not be insisted upon ... He frequently took away [because of] his abhorrence of unessentials. »
23. ↑  « He was not a poet, and there are occasions when his verses seem naïve. But they never sound vague or slovenly, for he had set himself the task of finding words that would be 'clear and dignified' and that would 'lead the listener into another world'. »
24. ↑  « in true folk-songs there is no sham, no got-up glitter, and no vulgarity. »
25. ↑  « my first real success. »
26. ↑  « if it had been played in Paris rather than London it would have given its composer a European reputation, and played in Italy would probably have caused a riot. »
27. ↑  « a most interesting and artistic performance of this very important work. »
28. ↑  « pet vice. »
29. ↑  « [Holst] turned his compositional talents in a change-ringing direction ... searching the Holst archives we discovered two peal compositions ... that show he was remarkably far ahead of his time from the ringing point of view ... it is the breathtaking internal structure which stands out ... the composer has therefore created a beautiful palindromic arrangement ... the methods (Mars, Mercury, Jupiter, Neptune, Saturn, Uranus & Venus) contain a range of features and levels of difficulty. »
30. ↑  « a perfect little masterpiece. »
31. ↑  « Just before the Armistice, Gustav Holst burst into my office: 'Adrian, the YMCA are sending me to Salonica quite soon and Balfour Gardiner, bless his heart, has given me a parting present consisting of the Queen's Hall, full of the Queen's Hall Orchestra for the whole of a Sunday morning. So we're going to do The Planets, and you've got to conduct'. »
32. ↑  « Mars. You made it wonderfully clear ... now could you make more row? And work up more sense of climax? Perhaps hurry certain bits? Anyhow, it must sound more unpleasant and far more terrifying. »
33. ↑  « it was great fun, but I fear I was not of much use. »
34. ↑  « one of the most brilliant and one of the most sincere pieces of choral and orchestral expression heard for some years. »
35. ↑  « undoubtedly the most strikingly original choral work which has been produced in this country for many years. »
36. ↑  « he struggled for the rest of his life to extricate himself from the web of garish publicity, public incomprehension and professional envy woven about him by this unsought-for success. »
37. ↑  « the new score seemed long and undistinguished »
38. ↑  « Egdon Heath is not likely to be popular, but it says what the composer wants to say, whether we like it or not, and truth is one aspect of duty. »
39. ↑  « most perfectly realized composition. »
40. ↑  « as uncompromising in its way as Egdon Heath, discovering, in the words of Imogen Holst, 'in the middle of an over-crowded London ... the same tranquillity that he had found in the solitude of Egdon Heath'. »
41. ↑  « the right medium for his oblique sense of humour, writing with economy and directness. »
42. ↑  « He was not afraid of being obvious when the occasion demanded, nor did he hesitate to be remote when remoteness expressed his purpose. »
43. ↑  « … the effort of writing it down compelled an artistic economy which some felt was carried too far. »
44. ↑  « a spirit of practical comradeship ... none could know better than he the boredom possible to a professional player, and the music that rendered boredom impossible. »
45. ↑  « instinctive orchestral flair »
46. ↑  « the (or a) musical idiom of the English language. »
47. ↑  « an insipid salon-piece whose musical language is dangerously close to Stephen Adams. »
48. ↑  « model of purity. »
49. ↑  « Before this, Holst's music had, indeed, shown the clarity of utterance which has always been his characteristic, but harmonically there was little to single him out as an important figure in modern music. »
50. ↑  « touched vital springs in the composer's imagination. »
51. ↑  « extraordinary expressive subtlety. »
52. ↑  « …[T]he two unaccompanied vocal lines opening the work skilfully convey the relationship between Death, steadily advancing through the forest, and Savitri, her frightened answers fluttering round him, unable to escape his harmonic pull. »
53. ↑  « not towards opera, but towards an idiomatic pursuit of [Holst's] vision. »
54. ↑  « accumulation of desultory incidents, opportunistic dramatic episodes and ecstatic outpourings. »
55. ↑  « a more memorable final impression of Kālidāsa. »
56. ↑  « the catalyst which enabled Holst to fuse together the disparate formative elements that were to make the mature composer. »
57. ↑  « rises beyond the level of ... a song-selection. »
58. ↑  « transformed his orchestral writing. »
59. ↑  « the usual transcriptions and operatic selections which pervaded the band repertoire. »
60. ↑  « gay but retrogressive. »
61. « This copy is the property of Adrian Boult, who first caused the Planets to shine in public and thereby earned the gratitude of Gustav Holst. »
62. ↑  « no planet borrows colour from another. »
63. ↑  « ... Holst's intention being to portray the reality of warfare rather than to glorify deeds of heroism. »
64. ↑  « a fantastic relaxation in which many retain a far from sneaking delight. »
65. ↑  « disappears in a whiff of smoke as the sonic impetus of the movement diminishes from fff ppp in the space of a few bars. »
66. ↑  « unresolved timelessness ... never ending, since space does not end, but drifting away into eternal silence. »
67. ↑  « suffered from being quoted in snippets as background music .»
68. ↑  « a limited form of art »
69. ↑  « mannerisms are almost inevitable. »
70. ↑  « At a stroke Holst had cast aside the Victorian and Edwardian sentimental oratorio, and created the precursor of the kind of works that John Tavener, for example, was to write in the 1970s. »
71. ↑  « explosive chordal dislocations. »
72. ↑  « the best of modern British operas »
73. ↑  « the most brilliant thing in a work glittering with brilliant moments »
74. ↑  « elusive and unpredictable; three main elements: a pulseless wandering melody [for strings], a sad brass processional, and restless music for strings and oboe. »
75. ↑  « the strangest moment in a strange work. »
76. ↑  « a larghetto dance in a siciliano rhythm with a simple, stepwise, rocking melody. »
77. ↑  « Holst at his best in a scherzando (playful) frame of mind. »
78. ↑  « Do you think there's a little bit too much 6/8 in the opera? »
79. ↑  « clear beauty—impossible to mistake for the art of any other composer. »
80. ↑  « a frail creation. »
81. ↑  « a summing up of Holst's orchestral art. »
82. ↑  « [Holst's] influence is lasting in the work of all of us who value directness and sincerity and who view music not so much a secret preserve for the leisured few as a vital part of everyday life »
83. ↑  « a new concept not only of how melody might be organized, but of what the implications were for the development of a mature artistic language. »
84. ↑  « a"the greatest influence on my music. »
85. ↑  « most significant artistic successor. »
86. ↑  « Holst seemed to look right inside me, with an acute spiritual vision. »
87. ↑  « a new generation of listeners ... recognized in Holst the fount of much that they admired in the music of Britten and Tippett. »
88. ↑  « With what enthusiasm did we pare down our music to the very bone. »
89. ↑  « the rising fourths of the Jupiter can be heard in Copland's Appalachian Spring, and that early works by Prokofiev and Shostakovich bear similar traces. The Hymn of Jesus might be considered as a forerunner of Stravinsky's Symphony of Psalms. »
90. ↑  « many people who may never have heard any of [Holst's] major works ... have nevertheless derived great pleasure from hearing or singing such small masterpieces as the carol In the Bleak Midwinter. »